# Antoine Simon
Antoine Simon (París, 5 d'agost de 1850 - Moscou, 19 de gener de 1916) fou un compositor francès del romanticisme.
Estudià al Conservatori de París i el 1871 es traslladà a Moscou, on per espai de molts anys dirigí l'orquestra dels Bufos; el 1891 fou nomenat professor de piano en l'Escola filharmònica d'aquella capital i el 1897 intendent de les orquestres dels teatres imperials.
Fecund compositor, va cultivar tots els gèneres i va produir gran nombre d'obres de les que cal citar:
- les òperes Roll (Moscou, 1892), Le chant de l'amour triomphant (Moscou, 1899), i Les pécheurs (Moscou, 1900);
- Les étoiles, Fleurs vivants i Esmeralde, ballets;
- els poemes simfònics, Revue nocturne i La pêcheresse;
- sobre temes russos Ouverture solenelle;
- Suite per a orquestra;
- Fantasia-obertura sobre temes petits-russos;
- Danse de bayadères, trios, quartets, quintets i septimins per a diversos instruments, peces per a violí i piano, una Missa, melodies vocals, etc.